# North American AJ Savage
Il North American AJ Savage, mutato in A-2 Savage dopo l'unificazione delle designazioni del 1962, era un bombardiere nucleare veloce, poi aereo da attacco al suolo, imbarcato a propulsione mista pistoni-getto prodotto dall'azienda statunitense North American Aviation negli anni cinquanta ed impiegato dalla United States Navy.

## Storia
Alla conclusione della seconda guerra mondiale, la U.S. Navy si rese conto dell'importanza strategica e politica di poter disporre, oltre all'USAF, di un proprio arsenale atomico. In caso di intervento infatti la prerogativa di poter effettuare un simile attacco era demandata ai grandi bombardieri strategici che dovevano operare da basi a terra e l'importanza della componente aerea della U.S. Navy rischiava di essere ridimensionata. La tecnologia in grado di costruire sottomarini equipaggiati con missili balistici con testata nucleare da trasportare nell'area di attacco era ancora in embrione ed i tempi previsti per poterne disporre erano troppo lunghi. L'unica reale alternativa della Marina era dotarsi quindi di un bombardiere che potesse operare dalle portaerei.
In quest'ambito la U.S Navy provò a modificare a questo scopo un pattugliatore marittimo Lockheed P2V Neptune equipaggiandolo con un sistema di decollo assistito JATO in quanto gli ordigni nucleari di prima generazione erano pesanti ed ingombranti. Le prove ebbero inizio nel 1948 ma emersero subito alcuni problemi insiti nel programma; il Neptune così equipaggiato sarebbe stato in grado di decollare ma non di appontare costringendo l'equipaggio a tornare ad una base a terra, operazione non sempre possibile.

### Sviluppo
Già dal 1946 venne comunque deciso di puntare su un nuovo velivolo e la U.S. Navy emise una specifica per soddisfare tale esigenza alla quale rispose la North American Aviation con un progetto, l'NA-146, che dopo essere stato valutato venne dichiarato interessante. Nel giugno dello stesso anno la North American ricevette un ordine di fornitura per tre esemplari che assunsero la designazione XAJ-1 Savage, il primo dei quali venne portato in volo per la prima volta il 3 luglio 1948.

## Versioni
XAJ-1
prototipo, equipaggiato con due motori radiali Pratt & Whitney R-2800-44 da 2 300 hp (1 715 kW) ed un turbogetto Allison J33-A-19 posizionato in coda, realizzato in 3 esemplari.
AJ-1 (A-2A)
versione di produzione in serie equipaggiata con due radiali Pratt & Whitney R-2800-44W da 2 400 hp (1 790 kW) ed un turbogetto Allison J33-A-10, realizzata in 55 esemplari, ridesignata A-2A nel 1962.
AJ-2 (A-2B)
versione migliorata, dotata di impennaggio modificato, capacità di combustibile incrementata ed equipaggiata con due radiali Pratt & Whitney R-2800-48 da 2 500 hp (1 864 kW) ed un turbogetto Allison J33-A-10, realizzata in 55 esemplari, ridesignata A-2B nel 1962.
AJ-2P
versione fotoricognitore del AJ-2, realizzato in 30 esemplari.

## Utilizzatori
Stati Uniti
- United States Navy